# Kétszintű bankrendszer
A kétszintű bankrendszer a bankrendszer egyik szokványos jellemzése. Ebben az esetben a rendszer felső szintjén a jegybank vagy központi bank áll, amelynek kifejezetten üzleti banki funkciói nincsenek, nem profitérdekelt pénzintézet, míg az alsó szintet a magánbankok vagy kereskedelmi bankok jelentik. A jegybank a bankok bankja, így lehetősége nyílik arra, hogy a magánbankok fölött bizonyos területen felügyeletet gyakoroljon. Feladata az adott ország pénze értékállóságának biztosítása, a pénzforgalom szabályozása.
A kétszintű bankrendszer leglényegesebb eleme, hogy bankjegyet, ami törvényes fizetési eszköz, csak a jegybank bocsáthat ki. Magánszemély nem kérhet hitelt a jegybanktól. Bankok kaphatnak, kamat ellenében.

## Kétszintű bankrendszer Magyarországon
Magyarországon a pénzintézetek tevékenységének bővülése már is végbement bizonyos mértékig az 1987-es évet megelőző időszakban, ezért a többszintűség jellemzői megmutatkoztak   már korábban is. 1987. január 1-jétől a magyar  bankrendszer felépítése a következő: a Magyar Nemzeti Bank mint jegybank és központi bank vezető helyen áll, míg ezt követik a kereskedelmi bankok, majd a szakosított pénzintézetek és végül a takarékpénztárak. A rendszerben részt vevő szervezetek típusai szerint a többszintűség akár a négyszintű bankrendszer fogalmával  is leírható  volt. 